# Přirozená soustava jednotek
Přirozené jednotky ve fyzice jsou voleny tak, aby vybrané základní konstanty, případně obecné univerzální vlastnosti materiálních objektů, měly číselnou hodnotu 1. Vzniklá soustava jednotek je pak dána přirozenými obecnými vlastnostmi hmoty a časoprostoru a nezávisí na uměle vytvořených jednotkových prototypech (jako kilogram) či nepřirozených číselných definicích jednotek pomocí vlastnosti jedné specifické látky (jako sekunda).
Výhodou takové volby (normalizace) je také zjednodušení rovnic mezi číselnými hodnotami veličin. Často, zejména v teoretické fyzice, se pak i fyzikální zákony a jiné vztahy mezi veličinami zapisují s vynecháním všech takto normalizovaných konstant (i když jsou pak rozměrově nekorektní), což při studiu problému usnadňuje soustředění na jeho fyzikální podstatu.
Změnou jednotek nevzniká újma na obecnosti vztahů, po skončení výpočtu je vždy možné provést převod do běžnějších jednotek.
Každá soustava přirozených jednotek se zavádí jako koherentní, aby se výhoda přirozenosti projevila i u vztahů pro všechny odvozené veličiny. Většina přirozených soustav je úplných (tj. umožňujících pomocí základních veličin odvodit celý rozsah veličin používaných ve fyzice); jako základní veličiny se v nich zpravidla volí pět nejobecnějších veličin: hmotnost, délka, čas, elektrický náboj a teplota.
Pozn.: Látkové množství, které má v SI vlastní základní jednotku, lze zavést jako bezrozměrnou veličinu (jedná se o počet). Fotometrické veličiny jsou závislé na schopnosti lidského oka vnímat elektromagnetické záření a jsou proto „nepřirozené“; jejich přirozeným protějškem jsou radiometrické veličiny, které novou základní jednotku nepotřebují.

## Normalizované konstanty
Konstanty, které mají mít v přirozených jednotkách jednotkovou hodnotu, se obvykle volí z konstant uvedených v následující tabulce.
| Konstanta                                            | Symbol                                             | Rozměr     | Hodnota v SI                       |
| ---------------------------------------------------- | -------------------------------------------------- | ---------- | ---------------------------------- |
| Rychlost světla ve vakuu                             | {\displaystyle c\,}                                | LT−1       | 299 792 458 m·s−1 (přesně)         |
| Redukovaná Planckova konstanta, nebo:                | {\displaystyle \hbar ={h \over 2\pi }}             | ML2T−1     | 1,054 571 817…×10−34 J·s (přesně)* |
| - Planckova konstanta                                | {\displaystyle h\,}                                | ML2T−1     | 6,626 070 15×10−34 J·s (přesně)    |
| Gravitační konstanta, nebo:                          | {\displaystyle G\,}                                | M−1L3T−2   | 6,674 30(15)×10−11 N·m2·kg−2       |
| - racionalizovaná gravitační konstanta               | {\displaystyle 4\pi G\,}                           | M−1L3T−2   | 8,387 17(19)×10−10 N·m2·kg−2       |
| - {\displaystyle 8\pi }-násobek gravitační konstanty | {\displaystyle 8\pi G\,}                           | M−1L3T−2   | 1,677 434(38)×10−9 N·m2·kg−2       |
| Boltzmannova konstanta, nebo:                        | {\displaystyle k\,}                                | ML2T−2Θ−1  | 1,380 649×10−23 J·K−1 (přesně)     |
| - dvojnásobek Boltzmannovy konstanty                 | {\displaystyle 2k\,}                               | ML2T−2Θ−1  | 2,761 298×10−22 J·K−1 (přesně)     |
| Permitivita vakua, nebo                              | {\displaystyle \varepsilon _{0}\,}                 | M−1L−3T2Q2 | 8,854 187 8188(14)×10−12 F·m−1     |
| - konstanta Coulombovy síly                          | {\displaystyle {\frac {1}{4\pi \varepsilon _{0}}}} | ML3T−2Q−2  | 8,987 551 786 18(56)×109 N·m2·C−2  |
| Elementární náboj                                    | {\displaystyle e\,}                                | Q          | 1,602 176 634×10−19 C (přesně)     |
| Klidová hmotnost elektronu                           | {\displaystyle m_{\mathrm {e} }\,}                 | M          | 9,109 383 7139(28)×10−31 kg        |
| Klidová hmotnost protonu                             | {\displaystyle m_{\mathrm {p} }\,}                 | M          | 1,672 621 925 95(52)×10−27 kg      |

(*) Přesná hodnota je dána definicí a je vyjádřitelná s libovolným počtem platných číslic.
V žádném systému však nelze normalizovat všechny tyto konstanty současně, aniž bychom se dopustili sporu v definici. Například jednotkou hmotnosti nemůže být současně hmotnost protonu i hmotnost elektronu. Navíc žádná volba jednotek nemůže změnit hodnotu bezrozměrných fyzikálních konstant. Mezi ně patří konstanta jemné struktury, jejíž hodnota {\displaystyle \alpha \,} = 0,007 297 352 5643(11) je fundamentální vlastností elektromagnetické interakce. Proto není možné současně normalizovat všechny 4 konstanty, které jsou svázány definičním vztahem {\displaystyle \alpha \,}.
{\displaystyle \alpha ={e^{2} \over 4\pi \varepsilon _{0}\hbar c}}
Obvykle volíme za jedničkové tři z hodnot {\displaystyle c\,}, {\displaystyle \hbar }, {\displaystyle e\,} nebo {\displaystyle (4\pi )\varepsilon _{0}\,}. Hodnota čtvrté z nich závisí jednoduchým způsobem na {\displaystyle \alpha \,}.

### Variantní volba konstant
U některých konstant se používá pro různé případy různých variant, lišících se pouze číselným faktorem 2 nebo sudým násobkem {\displaystyle \pi \,}. Je tomu tak proto, že v některých fyzikálních oborech je jedna z variant pro zjednodušení číselných vztahů výhodnější.
Planckova konstanta byla zavedena jako neredukovaná. Dnes je tato hodnota výhodná v některých oblastech kvantové fyziky kondenzovaného stavu, zejména ve fyzice nízkých teplot. Zde se ve veličinových vztazích objevuje Planckova konstanta v neredukované podobě, jsou na ní založeny také některé univerzální konstanty v tomto oboru, jako von Klitzingova konstanta {\displaystyle R_{\mathrm {K} }={\frac {h}{e^{2}}}}, Josephsonova konstanta {\displaystyle K_{\mathrm {J} }={\frac {2e}{h}}} nebo kvantum magnetického toku {\displaystyle \Phi _{0}={\frac {h}{2e}}}.
V ostatních oblastech se dává přednost redukované Planckově konstantě, která je považována za univerzálnější, neboť mimo jiné respektuje racionalizaci u harmonických dějů a vystupuje jako základní hodnota komutátoru operátorů nekompatibilních pozorovatelných.
Racionalizace je také důvodem variantních voleb u gravitační konstanty a u permitivity vakua. Důsledné racionalizaci odpovídají jednotkové hodnoty {\displaystyle 4\pi G\,} a {\displaystyle \varepsilon _{0}\,}, částečné racionalizaci použité např. v SI jednotkové hodnoty {\displaystyle G\,} a {\displaystyle \varepsilon _{0}\,}, neracionalizovanému případu (např. soustava CGS) jednotkové hodnoty {\displaystyle G\,} a {\displaystyle 4\pi \varepsilon _{0}\,} (resp. její převrácené hodnoty). Volba normalizovaných konstant tak často závisí na zvyklostech (používané soustavě jednotek) v dané zemi.
Jak připomíná Barrow, faktory se sudým násobkem {\displaystyle \pi \,} mají původ v geometrických symetriích prostorových vztahů materiálních objektů ve třírozměrném prostoru, pro hypotetické vesmíry s jiným počtem dimenzí by tyto faktory byly odlišné. I z tohoto důvodu se racionalizované soustavy jednotek jeví jako „univerzálnější“.
V rovnicích teorie gravitačního pole se navíc vyskytuje dodatečný faktor 2, který je důsledkem toho, že charakter gravitačního pole odpovídá spinu 2 (na rozdíl od jednotkového spinu fotonu u elektromagnetického pole). Projevuje se např. u rovnic gravitodynamiky. Ve známých Einsteinových rovnicích obecné teorie relativity tak vystupuje výraz {\displaystyle 8\pi G\,}. Tato hodnota je proto často volena za normalizovanou konstantu v přirozených soustavách používaných v obecné teorii relativity (např. tzv. redukovaná Planckova soustava jednotek).
V některých případech je v oblasti kinetické teorie vhodné použít namísto Boltzmannovy konstanty jako variantní volbu její dvojnásobek, který umožní normalizovat polovinové koeficienty u příspěvků k energii soustavy od jednoho stupně volnosti {\displaystyle u_{i}={\tfrac {1}{2}}kT}. Tato alternativní volba má však ve všech níže uváděných soustavách přirozených jednotek dopad pouze na velikost základní jednotky teploty, kterou snižuje na polovinu, ostatní základní jednotky zůstávají stejné.

## Planckova soustava jednotek
Planckovy jednotky jsou voleny pouze na základě nejobecnějších fyzikálních vlastností hmoty a časoprostoru a nezávisí na žádném konkrétním objektu (látce, elementární částici apod.), který bychom zvolili jako významný. V tomto smyslu tvoří nejpřirozenější soustavu jednotek vzhledem k přírodním zákonům.
Myšlenku této přirozené soustavy jednotek založené na univerzálních konstantách poprvé naznačil Max Planck v květnu 1899 ve svém referátu „Über irreversible Strahlungsvorgänge“ pro Královskou Pruskou akademii věd a proto nese jeho jméno.

### Základní Planckovy jednotky
| Veličina           | Jednotka                                                                | Hodnota v SI                 |
| ------------------ | ----------------------------------------------------------------------- | ---------------------------- |
| Planckova délka    | {\displaystyle l_{\mathrm {P} }={\sqrt {\frac {\hbar G}{c^{3}}}}}       | 1,616 255(18)×10−35 m        |
| Planckův čas       | {\displaystyle t_{\mathrm {P} }={\sqrt {\frac {\hbar G}{c^{5}}}}}       | 5,391 247(60)×10−44 s        |
| Planckova hmotnost | {\displaystyle m_{\mathrm {P} }={\sqrt {\frac {\hbar c}{G}}}}           | 2,176 434(24)×10−8 kg        |
| Planckův náboj     | {\displaystyle q_{\mathrm {P} }={\sqrt {4\pi \varepsilon _{0}\hbar c}}} | 1,875 546 038 42(15)×10−18 C |
| Planckova teplota  | {\displaystyle T_{\mathrm {P} }={\sqrt {\frac {\hbar c^{5}}{Gk^{2}}}}}  | 1,416 784(16)×1032 K         |

V Planckově soustavě jednotek se v současnosti zpravidla volí (variantní volby jsou popsané v dalších odstavcích):
{\displaystyle \left\{c\right\}=\left\{G\right\}=\left\{\hbar \right\}=\left\{{1 \over 4\pi \varepsilon _{0}}\right\}=\left\{k\right\}=1\ }.
Číselná hodnota elementárního náboje pak vychází rovna odmocnině z konstanty jemné struktury
{\displaystyle e={\sqrt {4\pi \varepsilon _{0}\hbar c\alpha }}={\sqrt {\alpha }}\ q_{\mathrm {P} }}
a číselně je rovna
{\displaystyle e\,} = 0,085 424 543 1027(68) {\displaystyle q_{\mathrm {P} }\,}
Planckův náboj je tedy roven
{\displaystyle q_{\mathrm {P} }\,} = 11,706 237 618 36(94) {\displaystyle e\,}.
Případnou změnu pozorované hodnoty {\displaystyle \alpha \,} bychom ve smyslu těchto jednotek interpretovali jako změnu hodnoty elementárního náboje.

### Fyzikální význam
Planckova délka a čas vyjadřují hranici platnosti klasických zákonů fyziky. Pro vzdálenost menší než Planckova délka (ca 10−35 m) a časový interval kratší než Planckův čas (ca 10−43 s) prostor a čas ztrácejí své známé vlastnosti kontinua a začínají se projevovat jejich kvantové vlastnosti. Každý objekt, který by byl menší než Planckova délka, by měl podle relace neurčitosti tolik energie resp. takovou hmotnost, že by zkolaboval do černé díry. K popisu jevů v takto malém měřítku je potřeba použít teorii, která by korektně spojovala kvantovou mechaniku s obecnou teorií relativity, jejíž hledání patří k největším výzvám současné fyziky.

### Odvozené Planckovy jednotky
Vedle výše popsaných základních jednotek lze vytvořit libovolné odvozené jednotky, z nichž některé mají i svou fyzikální interpretaci. Je tedy např.:
| Planckova plocha:  |  | {\displaystyle A_{\mathrm {p} }=l_{\mathrm {p} }^{2}={\hbar G \over c^{3}}\approx 2{,}61223\cdot 10^{-70}\ {\mbox{m}}^{2}}                                                          |
| Planckova hustota: |  | {\displaystyle \rho _{\mathrm {p} }={m_{\mathrm {p} } \over l_{\mathrm {p} }^{3}}={c^{5} \over \hbar G^{2}}\approx 5{,}15500\cdot 10^{96}\ {\frac {\mbox{kg}}{{\mbox{m}}^{3}}}}     |
| Planckova hybnost: |  | {\displaystyle p_{\mathrm {p} }=m_{\mathrm {p} }c={\sqrt {\hbar c^{3} \over G}}\approx 6{,}52485\cdot 10^{9}\ {\frac {{\mbox{kg}}\cdot {\mbox{m}}}{\mbox{s}}}}                      |
| Planckova energie: |  | {\displaystyle E_{\mathrm {p} }=m_{\mathrm {p} }c^{2}={\sqrt {\hbar c^{5} \over G}}\approx 1{,}9561\cdot 10^{9}\ {\mbox{J}}\approx 1{,}22090\cdot 10^{19}\ {\mbox{GeV}}}            |
| Planckova síla:    |  | {\displaystyle F_{\mathrm {p} }={E_{\mathrm {p} } \over l_{\mathrm {p} }}={c^{4} \over G}\approx 1{,}21027\cdot 10^{44}\ {\mbox{N}}}                                                |
| Planckův tlak:     |  | {\displaystyle P_{\mathrm {p} }={F_{\mathrm {p} } \over l_{\mathrm {p} }^{2}}={c^{7} \over \hbar G}\approx 4{,}63309\cdot 10^{113}\ {\mbox{Pa}}}                                    |
| Planckova tuhost:  |  | {\displaystyle k_{\mathrm {p} }={m_{\mathrm {p} } \over t_{\mathrm {p} }^{2}}={\sqrt {c^{11} \over \hbar G^{3}}}\approx 7{,}54\cdot 10^{78}\ {\textrm {N}}\cdot {\textrm {m}}^{-1}} |

Planckova plocha hraje důležitou roli především v teorii superstrun a při uvažování entropie černých děr. Planckova hustota (stejně jako Planckova teplota) se v kosmologii interpretuje jako hustota (resp. teplota) vesmíru bezprostředně po velkém třesku (v Planckově čase).

### Racionalizované Planckovy jednotky
| Veličina                           | Jednotka                                                                               | Hodnota v SI                 |
| ---------------------------------- | -------------------------------------------------------------------------------------- | ---------------------------- |
| racionalizovaná Planckova délka    | {\displaystyle {\tilde {l}}_{\mathrm {P} }={\sqrt {\frac {4\pi G\hbar }{c^{3}}}}}      | 5,729 475(63)×10−35 m        |
| racionalizovaný Planckův čas       | {\displaystyle {\tilde {t}}_{\mathrm {P} }={\sqrt {\frac {4\pi G\hbar }{c^{5}}}}}      | 1,911 147(21)×10−43 s        |
| racionalizovaná Planckova hmotnost | {\displaystyle {\tilde {m}}_{\mathrm {P} }={\sqrt {\frac {\hbar c}{4\pi G}}}}          | 6,139 610(68)×10−9 kg        |
| racionalizovaný Planckův náboj     | {\displaystyle {\tilde {q}}_{\mathrm {P} }={\sqrt {\varepsilon _{0}\hbar c}}}          | 5,290 817 689 90(42)×10−19 C |
| racionalizovaná Planckova teplota  | {\displaystyle {\tilde {T}}_{\mathrm {P} }={\sqrt {\frac {\hbar c^{5}}{4\pi Gk^{2}}}}} | 3,996 677(44)×1031 K         |

Pro dodržení důsledné racionalizace je nutno v Planckově soustavě volit:
{\displaystyle \left\{c\right\}=\left\{4\pi G\right\}=\left\{\hbar \right\}=\left\{\varepsilon _{0}\right\}=\left\{k\right\}=1\ }.
Číselná hodnota elementárního náboje pak vychází rovna odmocnině z {\displaystyle 4\pi \,}-násobku konstanty jemné struktury
{\displaystyle e={\sqrt {4\pi \varepsilon _{0}\hbar c\alpha }}={\sqrt {4\pi \alpha }}\ {\tilde {q}}_{\mathrm {P} }}
a číselně je rovna
{\displaystyle e\,} = 0,302 822 120 768(24) {\displaystyle {\tilde {q}}_{\mathrm {P} }\,}
Racionalizovaný Planckův náboj je tedy roven
{\displaystyle {\tilde {q}}_{\mathrm {P} }\,} = 3,302 268 662 28(26) {\displaystyle e\,}.
Soustava je vzhledem k důsledné racionalizaci považována za „nejpřirozenější“ variantu, neboť respektuje ve fyzikálních vztazích i geometrické symetrie prostorových vztahů materiálních objektů.

### Redukované Planckovy jednotky
V tzv. redukované Planckově soustavě jednotek se volí:
| {\displaystyle \left\{c\right\}=\left\{8\pi G\right\}=\left\{\hbar \right\}=\left\{{1 \over 4\pi \varepsilon _{0}}\right\}=\left\{k\right\}=1\ }. | \| \| \| \| \| \| \| \| |  |
| |                         |  |
| |                         |  |

Oproti Planckovým jednotkám jsou v ní základní jednotky délky a času {\displaystyle {\sqrt {8\pi }}\,}-krát větší a hmotnosti a teploty naopak {\displaystyle {\sqrt {8\pi }}\,}-krát menší. Základní jednotka elektrického náboje je stejná.
Soustava se někdy uplatňuje pouze v oblasti obecné teorie relativity a gravitace, kde se ve veličinových vztazích vyskytuje výraz {\displaystyle 8\pi G\,}. Také se v ní zjednodušují některé vztahy v teorii smyčkové kvantové gravitace, např. vztah pro kvantování plochy pomocí spinových sítí, který jinak obsahuje koeficient {\displaystyle 8\pi l_{\mathrm {P} }^{2}}.

### Původní podoba Planckových jednotek
V původním návrhu přirozené soustavy jednotek Planck volil:
| {\displaystyle \left\{c\right\}=\left\{G\right\}=\left\{h\right\}=\left\{{1 \over 4\pi \varepsilon _{0}}\right\}=\left\{k\right\}=1\ }. | \| \| \| \| \| \| \| \| |  |
| |                         |  |
| |                         |  |

Oproti Planckovým jednotkám jsou v ní všechny základní jednotky {\displaystyle {\sqrt {2\pi }}\,}krát větší.
Soustava se někdy uplatňuje i v současnosti, ale pouze v oblasti kvantové fyziky kondenzovaného stavu, zejména ve fyzice nízkých teplot, kde se ve veličinových vztazích vyskytuje Planckova konstanta v neredukované podobě.

## Stoneyova soustava jednotek
| Veličina         | Jednotka                                                                                   |
| ---------------- | ------------------------------------------------------------------------------------------ |
| Délka            | {\displaystyle l_{\mathrm {S} }={\sqrt {\frac {Ge^{2}}{4\pi \varepsilon _{0}c^{4}}}}}      |
| Čas              | {\displaystyle t_{\mathrm {S} }={\sqrt {\frac {Ge^{2}}{4\pi \varepsilon _{0}c^{6}}}}}      |
| Hmotnost         | {\displaystyle m_{\mathrm {S} }={\sqrt {\frac {e^{2}}{4\pi \varepsilon _{0}G}}}}           |
| Elektrický náboj | {\displaystyle q_{\mathrm {S} }=e\,}                                                       |
| Teplota          | {\displaystyle T_{\mathrm {S} }={\sqrt {\frac {c^{4}e^{2}}{4\pi \varepsilon _{0}Gk^{2}}}}} |

V Stoneyově soustavě jednotek se volí:
| {\displaystyle \left\{c\right\}=\left\{G\right\}=\left\{e\right\}=\left\{{1 \over 4\pi \varepsilon _{0}}\right\}=\left\{k\right\}=1\ }. | \| \| \| \| \| \| \| \| |  |
| |                         |  |
| |                         |  |

Stoney navrhl tuto soustavu přirozených jednotek v r. 1881, kdy ještě nebyla známa Planckova konstanta. Jako další univerzální konstantu pro normalizaci navrhl proto elementární náboj.
Číselná hodnota redukované Planckovy konstanty pak vychází ze vztahu pro konstantu jemné struktury rovna převrácené hodnotě konstanty jemné struktury
{\displaystyle \hbar ={\sqrt {\frac {e^{2}}{4\pi \varepsilon _{0}c\alpha }}}={\frac {1}{\alpha }}\ m_{\mathrm {S} }l_{\mathrm {S} }^{2}t_{\mathrm {S} }^{-1}}.
Případnou změnu pozorované hodnoty {\displaystyle \alpha \,} bychom ve smyslu těchto jednotek interpretovali jako změnu hodnoty Planckovy konstanty.
Stoneyova soustava se v současnosti prakticky nepoužívá, je zmiňována pouze v souvislosti s úvahami o proměnnosti konstanty jemné struktury.

## „Schrödingerova“ soustava jednotek
| Veličina         | Jednotka                                                                                        |
| ---------------- | ----------------------------------------------------------------------------------------------- |
| Délka            | {\displaystyle l_{\psi }={\sqrt {\frac {(4\pi \varepsilon _{0})^{3}\hbar ^{4}G}{e^{6}}}}}       |
| Čas              | {\displaystyle t_{\psi }={\sqrt {\frac {(4\pi \varepsilon _{0})^{5}\hbar ^{6}G}{e^{10}}}}}      |
| Hmotnost         | {\displaystyle m_{\psi }={\sqrt {\frac {e^{2}}{4\pi \varepsilon _{0}G}}}}                       |
| Elektrický náboj | {\displaystyle q_{\psi }=e\,}                                                                   |
| Teplota          | {\displaystyle T_{\psi }={\sqrt {\frac {e^{10}}{(4\pi \varepsilon _{0})^{5}\hbar ^{4}Gk^{2}}}}} |

V této soustavě jednotek se volí:
| {\displaystyle \left\{G\right\}=\left\{\hbar \right\}=\left\{e\right\}=\left\{{1 \over 4\pi \varepsilon _{0}}\right\}=\left\{k\right\}=1\ }. | \| \| \| \| \| \| \| \| |  |
| |                         |  |
| |                         |  |

Schrödinger považoval pro potřeby kvantové mechaniky za nejméně důležitou univerzální konstantu vyskytující se v definičním vztahu konstanty jemné struktury rychlost světla ve vakuu, normalizoval raději Planckovu konstantu, elementární náboj a permitivitu vakua. Jako Schrödingerovu tuto soustavu poprvé označil Duff.
Číselná hodnota rychlosti světla ve vakuu pak vychází ze vztahu pro konstantu jemné struktury rovna převrácené hodnotě konstanty jemné struktury
{\displaystyle c={\sqrt {\frac {e^{2}}{4\pi \varepsilon _{0}\hbar \alpha }}}={\frac {1}{\alpha }}\ l_{\psi }t_{\psi }^{-1}}.
Případnou změnu pozorované hodnoty {\displaystyle \alpha \,} bychom ve smyslu těchto jednotek interpretovali jako změnu hodnoty rychlosti světla ve vakuu.
Tato soustava se v současnosti prakticky nepoužívá, je zmiňována pouze v souvislosti s úvahami o proměnnosti rychlosti světla ve vakuu a konstanty jemné struktury.

## Hartreeova („Bohrova“) soustava atomových jednotek
| Veličina         | Jednotka                                                                                                 |
| ---------------- | --- |
| Délka            | {\displaystyle l_{\mathrm {A} }={\frac {4\pi \varepsilon _{0}\hbar ^{2}}{m_{\mathrm {e} }e^{2}}}}        |
| Čas              | {\displaystyle t_{\mathrm {A} }={\frac {(4\pi \varepsilon _{0})^{2}\hbar ^{3}}{m_{\mathrm {e} }e^{4}}}}  |
| Hmotnost         | {\displaystyle m_{\mathrm {A} }=m_{\mathrm {e} }\,}                                                      |
| Elektrický náboj | {\displaystyle q_{\mathrm {A} }=e\,}                                                                     |
| Teplota          | {\displaystyle T_{\mathrm {A} }={\frac {m_{\mathrm {e} }e^{4}}{(4\pi \varepsilon _{0})^{2}\hbar ^{2}k}}} |

V této soustavě jednotek se volí:
{\displaystyle \left\{m_{\mathrm {e} }\right\}=\left\{\hbar \right\}=\left\{e\right\}=\left\{{1 \over 4\pi \varepsilon _{0}}\right\}=\left\{k\right\}=1\ }.
Oproti předchozím soustavám se může jevit jako méně „přirozená“, protože vedle univerzálních konstant používá i vlastnost konkrétního hmotného objektu - hmotnost elektronu (namísto gravitační konstanty).
Tuto soustavu poprvé navrhl Douglas Hartree jako přirozenou soustavu pro atomovou fyziku, neboť umožňuje podstatné zjednodušení vztahů pro atom vodíku. Někdy bývá označována jako soustava Bohrova, poprvé toto označení použil Duff.
Číselná hodnota rychlosti světla ve vakuu pak vychází ze vztahu pro konstantu jemné struktury rovna převrácené hodnotě konstanty jemné struktury
{\displaystyle c={\sqrt {\frac {e^{2}}{4\pi \varepsilon _{0}\hbar \alpha }}}={\frac {1}{\alpha }}\ l_{\mathrm {A} }t_{\mathrm {A} }^{-1}}.
Případnou změnu pozorované hodnoty {\displaystyle \alpha \,} bychom ve smyslu těchto jednotek interpretovali jako změnu hodnoty rychlosti světla ve vakuu.
Tato soustava má své opodstatnění v atomové fyzice, kde mají konkrétní interpretaci některé základní a odvozené jednotky. Jednotka délky je např. rovna Bohrovu poloměru atomu {\displaystyle a_{0}=4\pi \varepsilon _{0}\hbar ^{2}/m_{\mathrm {e} }e^{2}\,}, jednotky hmotnosti a náboje jsou hmotností a nábojem (v absolutní hodnotě) elektronu, jednotka energie je rovna energii elektronu v 1s orbitu atomu vodíku (nazývá se též Hartreeova energie a značí {\displaystyle E_{\mathrm {H} }\,}).

## „Diracova“ elektronická soustava jednotek
| Veličina         | Jednotka                                                                                     |
| ---------------- | -------------------------------------------------------------------------------------------- |
| Délka            | {\displaystyle l_{\mathrm {e} }={\frac {e^{2}}{4\pi \varepsilon _{0}c^{2}m_{\mathrm {e} }}}} |
| Čas              | {\displaystyle t_{\mathrm {e} }={\frac {e^{2}}{4\pi \varepsilon _{0}c^{3}m_{\mathrm {e} }}}} |
| Hmotnost         | {\displaystyle m_{\mathrm {e} }=m_{\mathrm {e} }\,}                                          |
| Elektrický náboj | {\displaystyle q_{\mathrm {e} }=e\,}                                                         |
| Teplota          | {\displaystyle T_{\mathrm {e} }={\frac {m_{\mathrm {e} }c^{2}}{k}}}                          |

V této soustavě jednotek se volí:
{\displaystyle \left\{c\right\}=\left\{m_{\mathrm {e} }\right\}=\left\{e\right\}=\left\{{1 \over 4\pi \varepsilon _{0}}\right\}=\left\{k\right\}=1\ }.
Tato soustava je obdobou Stoneyovy soustavy, která namísto gravitační konstanty normalizuje hmotnost elektronu. Může být také chápána jako obdoba soustavy atomových jednotek, která namísto Planckovy konstanty normalizuje rychlost světla ve vakuu. Někdy bývá označována jako soustava Diracova, poprvé toto označení použil Duff.
Číselná hodnota redukované Planckovy konstanty pak vychází ze vztahu pro konstantu jemné struktury rovna převrácené hodnotě konstanty jemné struktury
{\displaystyle \hbar ={\sqrt {\frac {e^{2}}{4\pi \varepsilon _{0}c\alpha }}}={\frac {1}{\alpha }}\ m_{\mathrm {e} }l_{\mathrm {e} }^{2}t_{\mathrm {e} }^{-1}}.
Případnou změnu pozorované hodnoty {\displaystyle \alpha \,} bychom ve smyslu těchto jednotek interpretovali jako změnu hodnoty Planckovy konstanty.

## Stilleova kvantově chromodynamická soustava jednotek
| Veličina         | Jednotka                                                                                       |
| ---------------- | ---------------------------------------------------------------------------------------------- |
| Délka            | {\displaystyle l_{\mathrm {QCD} }={\frac {e^{2}}{4\pi \varepsilon _{0}c^{2}m_{\mathrm {p} }}}} |
| Čas              | {\displaystyle t_{\mathrm {QCD} }={\frac {e^{2}}{4\pi \varepsilon _{0}c^{3}m_{\mathrm {p} }}}} |
| Hmotnost         | {\displaystyle m_{\mathrm {QCD} }=m_{\mathrm {p} }\,}                                          |
| Elektrický náboj | {\displaystyle q_{\mathrm {QCD} }=e\,}                                                         |
| Teplota          | {\displaystyle T_{\mathrm {QCD} }={\frac {m_{\mathrm {p} }c^{2}}{k}}}                          |

V této soustavě jednotek se volí:
{\displaystyle \left\{c\right\}=\left\{m_{\mathrm {p} }\right\}=\left\{e\right\}=\left\{{1 \over 4\pi \varepsilon _{0}}\right\}=\left\{k\right\}=1\ }.
Tato soustava je obdobou elektronické soustavy, která namísto hmotnosti elektronu normalizuje hmotnost protonu. Může být také chápána jako obdoba Stoneyovy soustavy, která namísto gravitační konstanty normalizuje hmotnost protonu.
Číselná hodnota redukované Planckovy konstanty pak vychází ze vztahu pro konstantu jemné struktury rovna převrácené hodnotě konstanty jemné struktury
{\displaystyle \hbar ={\sqrt {\frac {e^{2}}{4\pi \varepsilon _{0}c\alpha }}}={\frac {1}{\alpha }}\ m_{\mathrm {QCD} }l_{\mathrm {QCD} }^{2}t_{\mathrm {QCD} }^{-1}}.
Případnou změnu pozorované hodnoty {\displaystyle \alpha \,} bychom ve smyslu těchto jednotek interpretovali jako změnu hodnoty Planckovy konstanty.
Soustava je vhodná pro použití v kvantové chromodynamice a jaderné fyzice, kde je proton ústředním objektem zájmu.